# Bōsōzoku
Bōsōzoku (暴走族?  tribu fuera de control) es una subcultura juvenil japonesa asociada con motocicletas y autos tuneados.

## Rasgos e historia
La palabra bōsōzoku también se aplica a la subcultura de los moteros con un interés en la personalización de las mismas, a menudo de elementos considerados ilegales, y el retiro de los silenciadores de sus motocicletas para generar más ruido. Estos grupos bōsōzoku a veces conducen sin casco, también participan en conducción peligrosa o imprudente, como conducir entre el tráfico y saltarse los semáforos. Otra actividad es la conducción a altas velocidades en las calles de la ciudad, usualmente no en carreras sino por diversión. Con muchas motos involucradas, hay un motorista líder que es responsable del evento y a quien no se le puede superar o adelantar. La policía japonesa los llama Maru-Sō (por el código policial マル走 o 丸走) y ocasionalmente despachan vehículos de la policía para rastrear a los grupos de moteros y prevenir posibles incidentes, que pueden incluir: viajar muy lentamente a través de los suburbios a velocidades de 10-15 km/h, creando una fuerte perturbación del tráfico mientras agitan banderas japonesas imperiales, y comenzar peleas que pueden incluir armas tales como sables de madera, tuberías de metal, bates de baseball y cocteles molotov.
Estas pandillas bōsōzoku generalmente están compuestas por personas de entre 16 y 19 años.
algunas de esta pandillas mas famosas durante sus inicios eran ''Black Emperor'', ''Piero Hairpin Circus'' o ''Specter''.
Surgieron por primera vez en la década de 1950 cuando la industria automotriz japonesa empezó a expandirse rápidamente. Los precursores del bōsōzoku eran conocidos como kaminari zoku (雷族, «tribu del trueno»), motociclistas urbanos más parecidos a los rockers británicos. Muchos, si no la mayoría, de los miembros del bōsōzoku vinieron de una clase socioeconómica baja y pueden haber utilizado las actividades de la cuadrilla de la motocicleta como manera de expresar descontento e insatisfacción con la sociedad japonesa.
Durante los años 80 y 90 los bōsōzoku se embarcarían a menudo en viajes grupales masivos, en los cuales hasta 100 motoristas cruzarían juntos lentamente una vía o autopista importante. Los motociclistas pasarían por las cabinas de peaje sin detenerse e ignorarían los intentos de la policía de hacerlo. La víspera de Año Nuevo era una ocasión popular para este tipo de viajes masivos. Los motociclistas a menudo chocaban coches y amenazaban o golpeaban a los conductores o espectadores que se interponían en el camino o que expresaban su desacuerdo con la conducta de los moteros. La participación en estas pandillas llegó a 42.510 miembros en 1982, aunque en los años 2000 su número cayó dramáticamente, registrándose 7297 miembros en 2012.